# Министерство внутренних дел Венесуэлы
Министе́рство наро́дной вла́сти по вопро́сам вну́тренних дел, юсти́ции и ми́ра (исп. Ministerio del Poder Popular para Relaciones Interiores, Justicia y Paz, MPPRIJP) — государственный орган исполнительной власти Венесуэлы, деятельность которого находится в ведении правительства Венесуэлы. Прежние названия — Министерство народной власти по вопросам внутренних дел и юстиции, Министерство внутренних дел и юстиции.
Действующий глава ведомства — генерал-майор Густаво Гонсалес Лопес.

## История
Образовано в 1832 году как Министерство внутренних дел Венесуэлы. После вступления силу новой конституции Венесуэлы 1999 года министерство внутренних дел и министерство юстиции были объединены Министерство внутренних дел и юстиции (исп. Ministerio de Relaciones Interiores y Justicia). В 2007 году оно было переименовано в Министерство народной власти по вопросам внутренних дел и юстиции (исп. Ministerio del Poder Popular para Relaciones Interiores y Justicia). 
Нынешнее название ведомства было присвоено президентом Николасом Мадуро в 2013 году.